# Itäkylä
Itäkylä (ålderdomligt: Österby) är en ort i Lappajärvi kommun i landskapet Södra Österbotten i Finland. Itäkylä utgjorde en tätort (finska: taajama) fram till tätortsavgränsningen 2016.
Vid tätortsavgränsningen den 31 december 2015 hade Itäkylä 202 invånare och omfattade en landareal av 2,50 kvadratkilometer. Året därefter hade området färre än 200 invånare och Itäkylä klassificerades inte längre som tätort.